# لافصيميات
اللافصيميات (بالإنجليزية: Adenophorea)‏ أو الأفاسميدات (بالإنجليزية: Aphasmidia)‏ هي قسم من الديدان الأسطوانية، هي ديدان غير مجزأة.